# Fijis flag
Fijis flag blev taget i brug den 10. oktober 1970, da Fiji erklærede sig uafhængig af Storbritannien. Flaget er lyseblåt med Union Jack øverst i det venstre hjørne. Flaget forandrede sig ikke, da Fiji blev en republik i 1986, og Union Jack blev ikke fjernet, da Fiji brød ud af Commonwealth of Nations. På højresiden af flaget er der dele af rigsvåbnet.

## Eksterne links
Fiji på Flags of the  World 
- Wikimedia Commons har flere filer relateret til Fijis flag

| Flag | Spire Denne artikel om flag eller vexillologi er en spire som bør udbygges. Du er velkommen til at hjælpe Wikipedia ved at udvide den. |